# عمر هوساوي
عمر هوساوي (27 سبتمبر 1985) لاعب كرة قدم سعودي، واعتزل اللعب دوليًا بتاريخ 2019/10/3 .

## مسيرته الكروية
بدأ في الفئات السنية في نادي الشباب وانتقل إلى نادي الوشم في عام 2008 وانتقل إلى نادي الشعلة في عام 2009.

### النصر
انتقل من نادي الشعلة يناير 2011. إلى نادي النصر، وحقق مع النادي العديد من البطولات منها كأس ولي العهد، والدوري السعودي للمحترفين لموسمين متتالين عامي 2014 و2015 وأيضاً دوري الأمير محمد بن سلمان عام 2019 وكأس السوبر عام 2020.

### الاتحاد
وقعت إدارة النصر مخالصة نهائية مع هوساوي بناءً على طلبه في 16 أكتوبر 2020،  ثم في 18 أكتوبر 2020 وقع نادي الاتحاد معه عقداً لمدة موسم رياضي واحد وحقق مع نادي الاتحاد بطولة الدوري وايضاً بطولة السوبر وحقق وصافة كاس ابطال العرب وحقق وصافة الدوري وشارك مع الاتحاد في بطولة كاس العالم للأندية. 

## مسيرته الدولية
في يونيو عام 2018، تم اختيار هوساوي وضمه إلى التشكيلة النهائية للمنتخب السعودي والمُشاركة في مونديال كأس العالم 2018 في روسيا.

## الأهداف الدولية
مجموعة الأهداف التي سجلها اللاعب عمر هوساوي مع المنتخب السعودي.
| #  | تاريخ          | اسم المنشأة الرياضية               | المنافس | الهدف | النتيجة | المناسبة/البطولة             |
| -- | -------------- | ---------------------------------- | ------- | ----- | ------- | ---------------------------- |
| 1  | 14 أكتوبر 2014 | مدينة الملك عبدالله الرياضية، جدة  | لبنان   | 1–0   | 1–1     | مباراة ودية                  |
| 2  | 15 نوفمبر 2016 | سايتاما 2002، سايتاما              | اليابان | 2–1   | 2–1     | تصفيات آسيا لكأس العالم 2018 |
| 3. | 26 فبراير 2018 | مدينة الملك عبد الله الرياضية، جدة | مولدوفا | 1–0   | 3–0     | ودية                         |

## بطولاته

### نادي النصر
- دوري المحترفين السعودي 2013-14
- كأس ولي العهد السعودي 2013–14
- دوري المحترفين السعودي 2014-15
- دوري كأس الأمير محمد بن سلمان 2018-19
- كأس السوبر السعودي 2020

نادي الاتحاد
الدوري السعودي 2022
كأس السوبر السعودي 2022

## روابط خارجية
- asia.eurosport.com Profile
- عمر هوساوي على موقع الاتحاد الدولي (مؤرشف)  (الإنجليزية)
- عمر هوساوي على موقع إي إس بي إن إف سي (الإنجليزية)
- عمر هوساوي على موقع قاعدة بيانات كرة القدم.إي يو (الإنجليزية)
- عمر هوساوي على موقع ناشيونال فوتبول تيمز (الإنجليزية)
- عمر هوساوي على موقع Soccerbase.com (لاعب) (الإنجليزية)
- عمر هوساوي على موقع Soccerway.com (الإنجليزية)
- عمر هوساوي على موقع عالم كرة القدم.نت (الإنجليزية)
- عمر هوساوي على موقع كووورة
- slstat.com Profile
- عمر هوساوي في موقع كرة القدم العالمية.نت